# Aterica extensa
Aterica extensa är en fjärilsart som beskrevs av Francis Arthur Heron 1909. Aterica extensa ingår i släktet Aterica och familjen praktfjärilar. Inga underarter finns listade i Catalogue of Life.